# 堪德峽谷

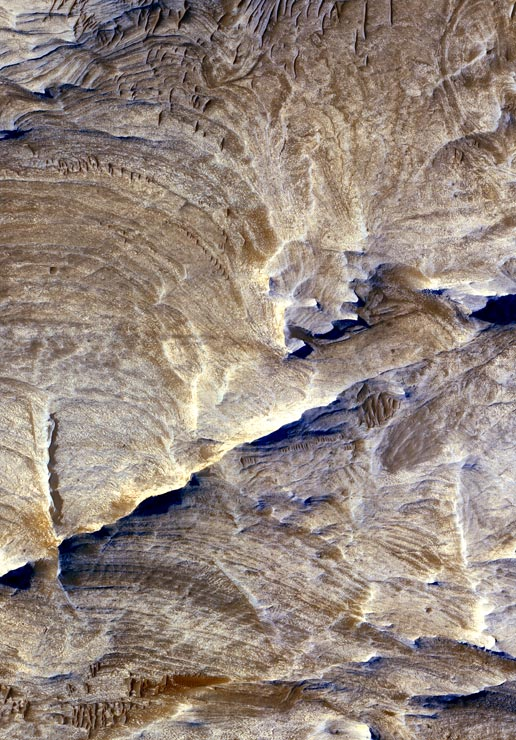
坎多尔峽谷的構造破裂，由火星偵察軌道器的 HiRISE 攝影

坎多耳峽谷（Candor Chasma）是火星水手號谷中最大的峽谷之一，長度約773公里。

## 概要
坎多耳峽谷在地理上可再分為兩個部分：東坎多耳峽谷和西坎多尔耳峽谷。目前仍不清楚該峽谷如何形成。一個理論是該峽谷因為類似地塹形成的分離和加深板塊運動，另一個則是認為該峽谷因為地下水侵蝕形成，類似喀斯特地形的機制。火星偵察軌道器在該峽谷發現硫酸鹽、水合硫酸鹽和鐵氧化物等礦物。

## 圖集

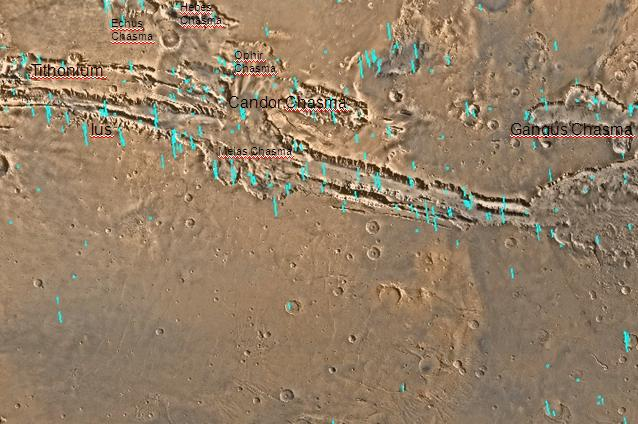
火星科普來特斯區的地圖，該圖表示了太陽系中最巨大的峽谷水手號谷的地理細節。該區域部分峽谷曾充滿液態水。坎多耳峽谷位於中間。
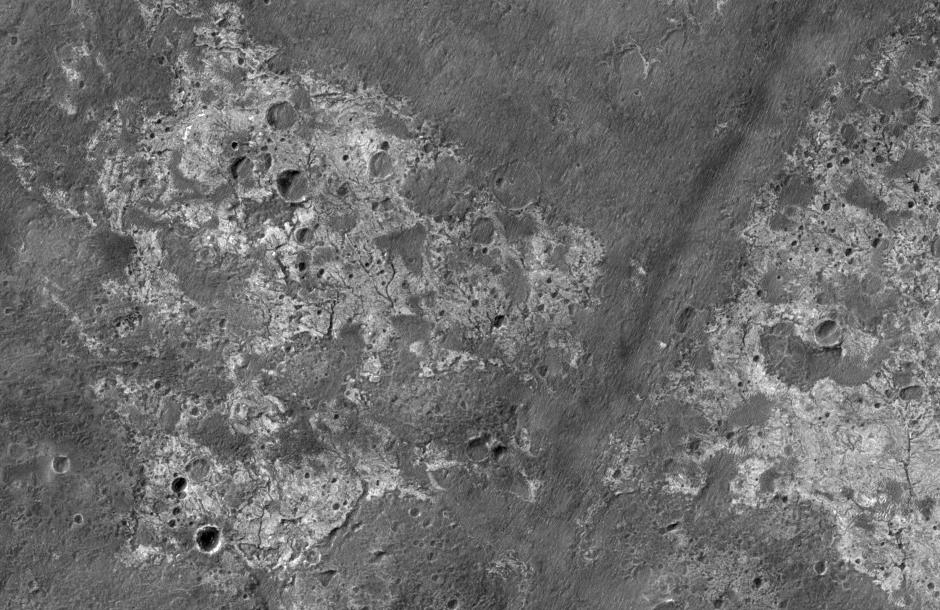
HiRISE拍攝的坎多尔高原河道，位於科普來特斯區。點選影像可看到許多小的分支河道，這些河道是支持降水的強力證據。
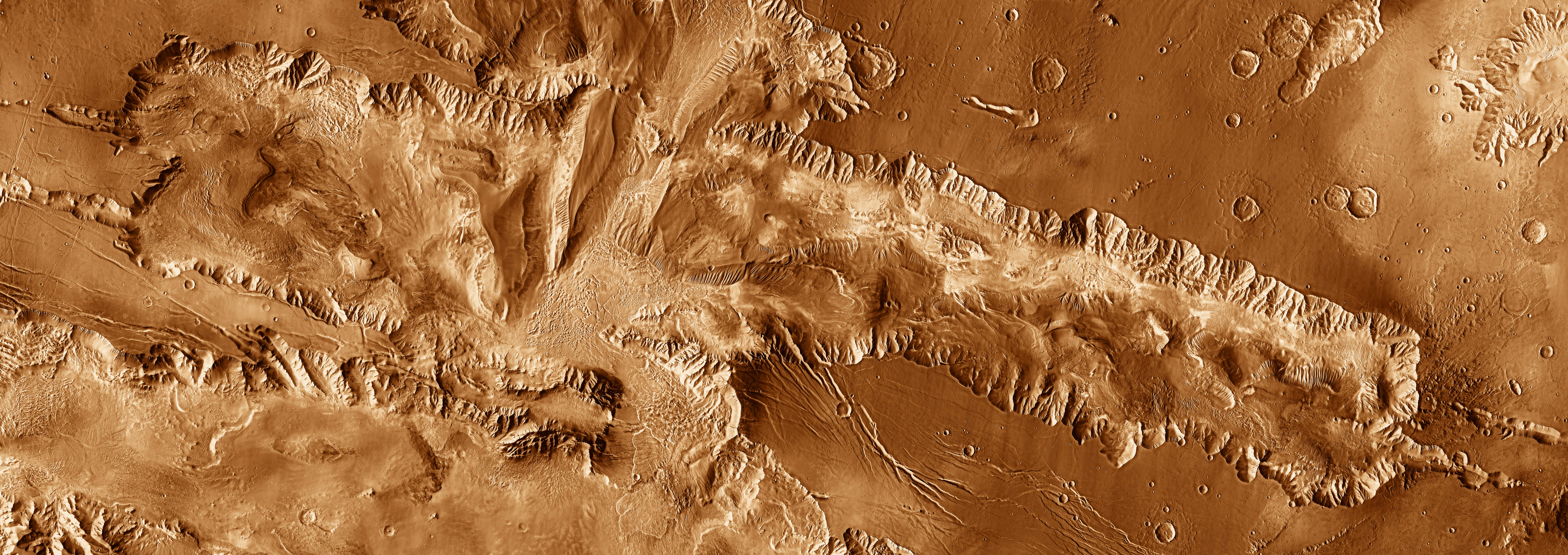
坎多耳峽谷在鑲嵌的THEMIS紅外圖像。可見的沉积堆大規模为山體滑坡的底部附近，中心剛剛離開。

## 外部連結
- Flying around Candor Chasma at an altitude of 100 meters （页面存档备份，存于）
- HiRISE observation of tectonic fractures （页面存档备份，存于）